# Onze-Lieve-Vrouw ten Dalekapel

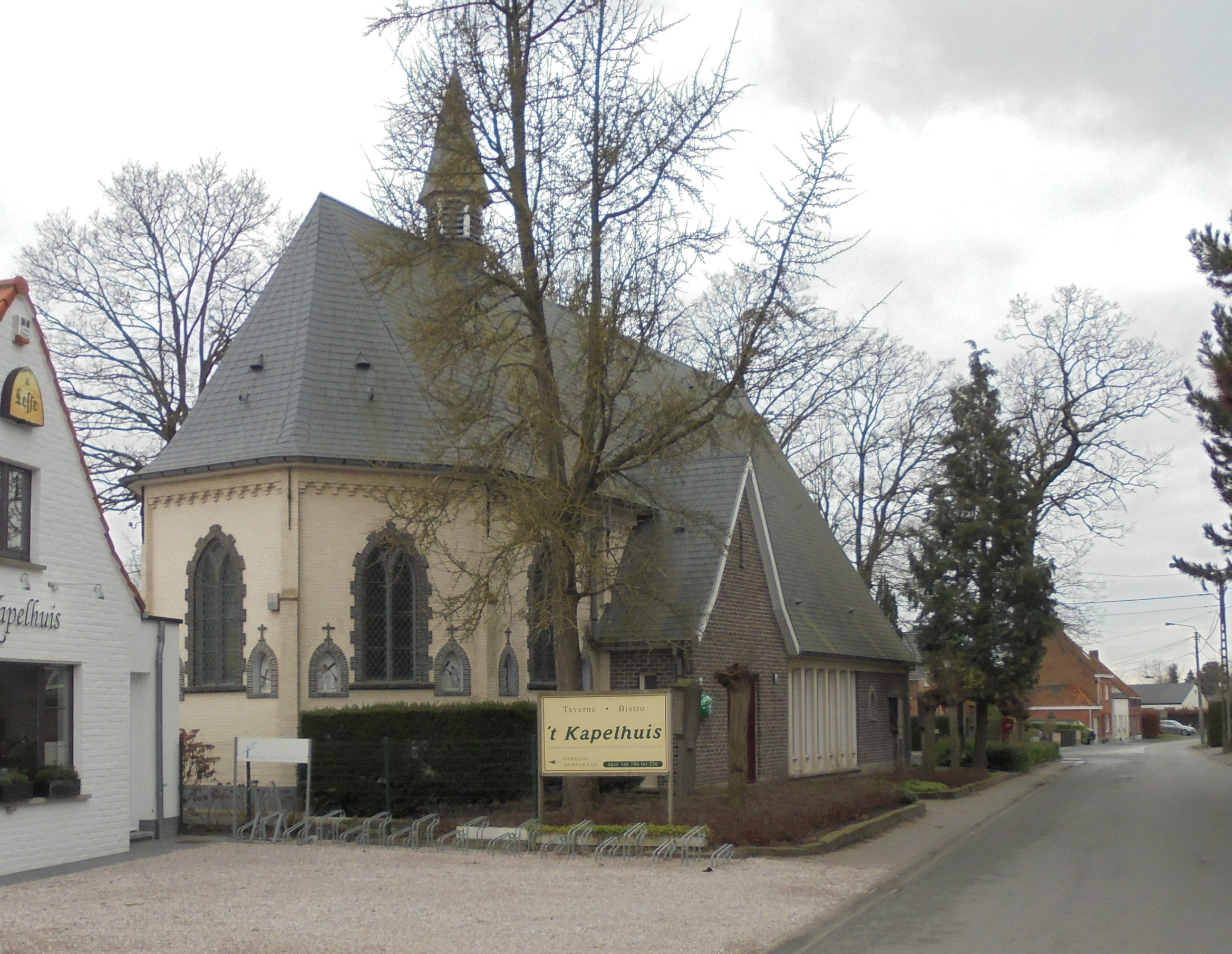
Onze-Lieve-Vrouw ten Dalekapel

De Onze-Lieve-Vrouw ten Dalekapel is een kapel in de Oost-Vlaamse plaats Zulte, gelegen aan de Oude weg 189.

## Geschiedenis
De kapel zou al in de 15e eeuw zijn gesticht, en wel door de Franse edelman Jean Damas uit dank voor de genezing van zijn vrouw. Het oudste schriftelijk document aangaande de kapel is van 1504. De Beeldenstormers hebben de kapel einde 16e eeuw beschadigd, maar hij werd herbouwd in 1614. In 1790 werd hij opnieuw beschadigd door de Franse revolutionairen. In 1871 werd een neogotische kapel gebouwd welke nog vergroot werd in 1960, naar ontwerp van Willy Saverys. De kapel is tot in de 20e eeuw een Maria-bedevaartplaats geweest.

## Gebouw
Het neogotisch deel geeft een koor met driezijdige sluiting onder zadeldak en met een zeshoekige dakruiter. De zijportalen en het westelijk schip zijn van 1960.
In 1954 kwam een ommegang met 15 pijlerkapelletjes gereed, voorstellende de geheimen van de rozenkrans.